# 시리우스 블랙
시리우스 블랙(Sirius Black, 1959 ~ 1996)은 해리 포터의 등장인물이다. 머로더즈의 일원이자 불사조 기사단의 멤버이며 해리 포터의 대부이다. 13년 동안 아즈카반에 수감되어 있었고, 1996년 마법부 전투에서 벨라트릭스 레스트랭에 의해 사망했다.

## 개요
애니마구스이며 형상은 개이다. 패트로누스 또한 개이다. 호그와트 비밀지도를 만든 마루더즈의 일원이다.
볼드모트의 실종 직후에 피터 페티그루의 음모에 빠져 체포되어, 마법사의 감옥 아즈카반에서 12년 동안 복역을 하였다. 아즈카반에서 개로 변신해 도망쳐, 해리 앞에 모습을 드러내고 후에 결백이 밝혀진다. 
마법부의 미스터리 부서에서 사촌누나이자 적인 벨라트릭스 레스트랭과의 결투 중에 죽게 된다.